# Muroran
Muroran (japanska: 室蘭市 ?, Muroran-shi) är en hamnstad på sydkusten av Hokkaido, Japan, vid inloppet till Vulkanbukten.
Muroran var tidigare känt för sin järn- och stålindustri, baserad på järngruvor i närheten och hade en stor exporthamn. Staden bombarderades av amerikanska slagskepp i slutet av andra världskriget.